# Donald Martino
Donald James Martino (Plainfield, 16 maggio 1931 – Antigua, 8 dicembre 2005) è stato un compositore statunitense, vincitore del Premio Pulitzer per la musica nel 1974.

## Biografia
Nato a Plainfield, nel New Jersey, Martino iniziò come clarinettista, suonando jazz per divertimento e profitto. Frequentò l'Università di Syracuse, dove studiò composizione con Ernst Bacon, che lo incoraggiò in quella direzione. Frequentò poi, come studente laureato, l'Università di Princeton, dove lavorò con i compositori Roger Sessions e Milton Babbitt. Studiò anche con Luigi Dallapiccola in Italia come Fulbright Scholarship.
Divenne docente e insegnante, collaborando con studenti della Università Yale, del New England Conservatory of Music (dove divenne presidente del dipartimento di composizione), della Brandeis University e della Università di Harvard.
Vinse il Premio Pulitzer per la musica nel 1974 per il suo lavoro da camera Notturno.
Nel 1991 la rivista Perspectives of New Music pubblicò un tributo di 292 pagine a Martino.
Martino morì ad Antigua nel 2005. Un concerto commemorativo si è tenuto al New England Conservatory l'8 maggio 2007. Una registrazione del concerto è stata pubblicata da Navona Records nel 2009.

## Musica
La maggior parte delle opere mature di Martino, incluse opere pseudo-tonali come i Cori Paradiso e Sette Piccoli Pezzi, furono composte usando il metodo dodecafonico; il suo mondo sonoro somigliava più a quello del lirico Dallapiccola che ai suoi altri insegnanti.
Il pianista Easley Blackwood commissionò la sonata Pianississimo a Martino, chiedendo esplicitamente che fosse uno dei pezzi più difficili mai scritti. Il lavoro risultante è davvero di difficoltà epica, ma è stato registrato più volte. (Blackwood rifiutò di eseguirlo.)
Martino presentò a Milton Babbitt almeno due biglietti d'auguri musicali: B,a,b,b,i,t,t per il suo 50º compleanno e Triple Concerto per il suo 60º.

## Compositioni musicali
Molti dei pezzi strumentali hanno raddoppiamenti estesi, come flauto/ottavino, o flauto/contralto. Principali case editrici: Ione, Dantalian, McGinnis & Marx.

### Lavori per orchestra e concerti
- Sinfonia, 1953, ritirata, non pubblicata
- Contemplations, 1956
- Piano Concerto, 1965
- Mosaic for Grand Orchestra, 1967
- Cello Concerto, 1972
- Ritorno, 1976, arr. per banda, 1977
- Triple Concerto, clarinetto, clarinetto basso, clarinetto contrabbasso, 1977
- Divertisements for Youth Orchestra, 1981
- Alto Sax Concerto, 1987
- Violin Concerto, 1996
- Concertino (clarinetto e orchestra), 2004
- Concerto for Orchestra, 2005

### Musica da camera
- Quartetto d'archi No. 1, ritirato, non pubblicato
- Quartetto d'archi No. 2, 1952, ritirato, non pubblicato
- Quartetto d'archi Mo. 3, 1954, ritirato, non pubblicato
- Seven Canoni Enigmatici, canoni con risoluzioni (2 viole, 2 violoncelli/2 fagotti, 1955; quartetto d'archi, 1962; 2 clarinetti, clarinetto contralto/corno basso, clarinetto basso, 1966, può essere combinato con la versione del 1955)
- String Trio, 1955, ritirato, non pubblicato
- Quartet (clarinet and string trio), 1957
- Trio (clarinet, violin, piano), 1959
- Five Frammenti (oboe, double bass), 1961
- Concerto (wind quintet), 1964
- Notturno (piccolo/flute/alto flute, clarinet/bass clarinet,  violin, viola, ‘cello, piano, percussion), 1973
- String Quartet [No. 4], 1983
- Canzone e Tarantella sul Nome Petrassi (clarinet, ‘cello), 1984
- From the Other Side (flute, ‘cello, piano, percussion), 1988
- Three Sad Songs (viola, piano), 1991
- Octet (flute, clarinet, flugelhorn, trombone, percussion, piano, violin, ‘cello), 1998
- Serenata Concertante (flute, clarinet, flugel horn, French horn, percussion, piano, violin, ‘cello), 1999
- String Quartet No. 5, 2004
- Trio (violin, cello, piano), 2004
- Trio (clarinet, cello, piano), 2004

### Lavori per strumento solista
- Clarinet Sonata, 1950–51
- Suite of Variations on Medieval Melodies (‘cello), 1952, rev. 1954
- A Set (clarinet), 1954, rev. 1974
- Violin Sonata, 1954
- Harmonica Piece, 1954
- Quodlibets (flute), 1954
- Fantasy (piano), 1958
- Fantasy-Variations (violin), 1962
- Parisonatina al’dodecafonia (‘cello), 1964
- B, A, B, B, IT, T (clarinet with extensions), 1966
- Strata (bass clarinet), 1966
- Pianississimo, piano sonata, 1970
- Impromptu for Roger (piano), 1977
- Fantasies and Impromptus (piano), 1980
- Quodlibets II (flute), 1980
- Suite in Old Form (Parody Suite) (piano), 1982
- Twelve Preludes (piano), 1991
- 15, 5, 92, A.B. (clarinet), 1992
- A Birthday Card for Alea III (clarinet), 1997
- Romanza (violin), 2000
- Sonata (violin), 2003
- Violin Sonata No. 2, 2004

### Lavori vocali
- Separate Songs (high voice and piano), 1951[5]

1. All day I hear the noise of waters (James Joyce)
2. The half-moon westers low, my love (Alfred Edward Housman)

- From "The Bad Child’s Book of Beasts" (Hilaire Belloc) (high voice and piano), 1952

1. The Lion, the Tiger
2. The Frog
3. The Microbe

- Portraits: a Secular Cantata (Edna St. Vincent Millay, Walt Whitman, Edward Estlin Cummings) (mezzo-soprano and baritone solos, chorus, orchestra), 1954
- Arrangement of Anyone lived in a pretty how town (SATB chorus, piano 4 hands, optional percussion, 1955
- Three Songs (James Joyce) (soprano/tenor or bass, piano), 1955

1. Alone
2. Tutto e sciolto (in English)
3. A Memory of the Players in a Mirror at Midnight

- Two Rilke Songs (mezzo-soprano and piano), 1961

1. Die Laute
2. Aus einem Sturmnacht VIII;

- Seven Pious Pieces (Robert Herrick) (chorus with optional piano/organ), 1972
- Paradiso Choruses (Dante) (solo voices, chorus, orchestra, tape), 1974
- The White Island (SATB chorus and chamber orchestra), 1985

### Colonne sonore di film
- The White Rooster, c1950, unpublished
- The Lonely Crime, 1958, unpublished

### Altri lavori
- Augenmusik, a Mixed Mediocritique (actress/danseuse/uninhibited female percussionist, tape), 1972
- Many popular songs and jazz arrangements, all unpublished